# Piec donicowy

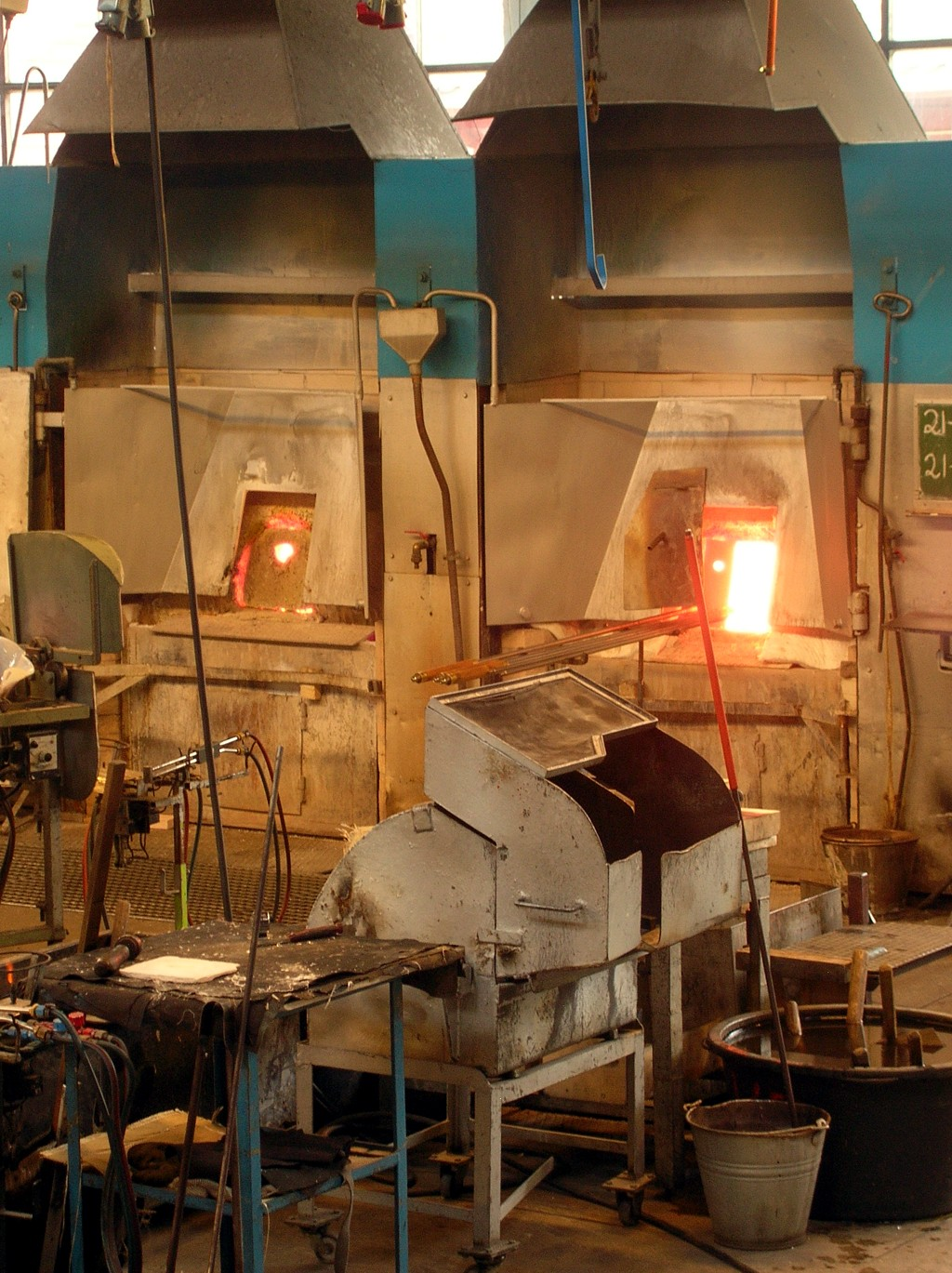
Piece donicowe w hucie szkła w Hadeland w Norwegii

Piec donicowy – rodzaj pieca do wytopu szkła, nazywany tak, ponieważ masę szklaną topi się w ustawionych w nim okrągłych tyglach zwanych donicami. Piec tego typu może zawierać jeden, dwa lub więcej tygli. W każdym z nich może być wytwarzany inny rodzaj masy szklanej. Wszystkie tygle są podgrzewane jednocześnie, ponieważ są ustawione w jednej przestrzeni ogniowej pieca.